# Silver Pozzoli
Silver Pozzoli ist ein Pseudonym des italienischen Italo-Disco-Sängers Silvio Pozzoli (* 19. Juli 1953 in Mailand).

## Biografie
1983 wurde Pozzoli Leadsänger des Projekts Club House, das mit einem Medley aus Do It Again und Billy Jean Mitte des gleichen Jahres in Europa erfolgreich war. 1984 begann die Solokarriere als Silver Pozzoli. Zu seinem größten Hit wurde die Single Around My Dream. Sie war in Spanien und Südafrika in den Charts und erreichte 1985 Platz neun in Deutschland. Das Lied wurde von Graziano Pegoraro, Pier Michele Bozzetti und Romano Bais geschrieben, von Stefano Scalera produziert und von Mario Flores gemischt. Bis 1994 erschienen diverse weitere Singles, die nicht an diesen Erfolg anknüpfen konnten. 2005 remixten die Hot Steppaz Around My Dream.
Pozzoli sang auch auf Titeln von Baltimora, Raf, Eros Ramazzotti und Edoardo Bennato.

## Diskografie
| Singles - 1984 – Around My Dream - 1985 – Step by Step - 1985 – Mad Desire (Stimme für Den Harrow) - 1986 – Around My Dream (Remix) - 1986 – From You to Me - 1987 – Pretty Baby - 1987 – Chica Boom - 1987 – Cross My Heart (Many Records) - 1987 – Take My Heart | Singles (Fortsetzung) - 1988 – Let Me Be Your Love (veröffentlicht unter Silver) - 1988 – Love Is the Best (TIME Records) - 1992 – With or without You - 1992 – Sing Sing Sing Along (ZYX Music) - 1993 – Around My Dream '93 - 1994 – Don’t Forget Me (ZYX Music) | Alben - 1986 – Silver |

### Featuring and others
- 1978 – Ufo Robot/Shooting Star
- 1979 – Capitan Harlock/I corsari delle stelle
- 1980 – Astro Robot contatto ypsylon/Quattro supereroi
- 1980 – La ballata di Tex Willer/Tex's Stomp Music
- 1980 – Billy il bugiardo/Billy il bugiardo (strumentale)
- 1980 – Huck e Jim/Il più forte
- 1980 – La principessa Sapphire/La principessa Sapphire (strumentale)
- 1980 – Tekkaman/Il cavaliere dello spazio
- 1981 – Il ballo del qua qua
- 1984 – Mademoiselle Anne
- 1997 – Sampei, il nostro amico pescatore
- 2006 – Hunter × Hunter
- 2006 – King Kong
- 2008 – Magmion
- 2008 – Orrore
- 2009 – Gaiking – Legend of Daiku–Maryu
- 2010 – Angel's Friends, Malachia
- 2012 – Palle di Natale
- 2021 - Waiting for you (Aspettiamo te) - feat. Lord, Begüm Günceler